# Socialismo libertário
O socialismo libertário, por vezes chamado de anarquismo social, é um grupo de filosofias políticas que rejeitam a noção do socialismo como controle centralizado e propõe uma sociedade livre de hierarquias coercitivas.
Adeptos do socialismo libertário afirmam que uma desejável síntese de igualdade social e liberdade poderia ser alcançada, pelo menos em parte, através da abolição de instituições autoritárias que controlam certos meios de produção. O socialismo libertário também constitui uma tendência de pensamento que informa a identificação, criticismo e desmantelamento prático de autoridades ilegítimas em todos os aspectos da vida social. Consequentemente, socialistas libertários acreditam que "o exercício do poder em qualquer forma institucionalizada - seja econômica, política, religiosa ou sexual - brutaliza tanto quem tem o poder quanto em quem o poder é exercido." Alguns anarquistas escolheram o termo "socialismo libertário" como um termo mais explícito para descrever a sua filosofia.
Socialistas libertários, geralmente, colocam suas esperanças em modos descentralizados de democracia direta, como municipalidades, assembleias de cidadãos, sindicatos e conselhos operários. Filosofias políticas comumente descritas como socialismo libertário incluem a maior parte do anarquismo (especialmente o anarcocomunismo, anarquismo coletivista, anarquismo individualista anarcossindicalismo, mutualismo e ecologia social) assim como o autonomismo e o comunismo de conselhos. Alguns autores usam o termo socialismo libertário como sinônimo de anarquismo e, em particular, do anarquismo social.
O primeiro uso registrado do termo libertarian, no inglês, foi em 1789, quando William Belsham escreveu sobre um libertarianism no contexto da metafísica.
O termo "libertário" é um neologismo criado em 1857 por Joseph Déjacque, militante e escritor comunista, originalmente no francês libertaire, com um sentido oposto a liberal. A palavra é construinda sobre um modelo difundido entre os socialistas da época, presente, por exemplo, na palavra prolet-ário, do francês prolét-aire. Déjacque também usou o termo para sua publicação Le Libertaire, Journal du mouvement social, que foi impressa de 9 de junho de 1858 a 4 de fevereiro de 1861 na cidade de Nova York. Sébastien Faure, outro comunista libertário francês, começou a publicar um novo Le Libertaire em meados da década de 1890, enquanto a Terceira República da França promulgou as chamadas leis de vilões (lois scélérates) que proibiam publicações anarquistas na França. O adjetivo libertário tem sido frequentemente usado para se referir ao anarquismo e ao socialismo libertário desde esse tempo. Anarquistas individualistas logo passaram à usar o termo.
Através de uma série de influência e apropriações, o palavra tomou, no contexto anglofóno, um sentido pró-mercado, laissez faire e de defesa da propriedade privada. Murray Rothbard, teórico chave dessa proposição de corrente, descreve a transformação semântica da palavra como uma "captura". No francês, por outro lado, o termo libertaire preservou seu sentido anti-capitalista, associado à anarquistas e socialistas libertários, assim, o neologismo inglês libertarian e libertarianism foi traduzido de volta como libertarien e libertarianisme. Sobre essa circulação entre linguas, "(...) podemos considerar que o termo libertarianismo tornou-se um campo reivindicado tanto por posicionamentos de direita e de esquerda."  A difusão desse novo sentido produzido se deu através da ação transnacional de think tanks como o Instituto Mises Brasil e sua rede financeira denominada Atlas Network. A estretégia discursiva dessas instituições se baseia, segundo estudos, numa dinâmica em que "(...)o termo aparece sempre referenciando Rothbard e desconsiderando um debate aprofundado relacionado ao campo oposto." Através dessa constante deslegitimação dos antagonistas, esses institutos tem promovido uma circulação de termo que minimiza, e chega mesmo à negar ou ignorar, seu surgimento e participação em movimentos classistas e anti-capitalistas. Assim, para esses ativistas, "(...) o termo representa apenas o conceito citado por Murray Rothbard: direito à liberdade individual e da propriedade privada."

## Comunização
1. 1 2  Geoffrey Ostergaard|Ostergaard, Geoffrey. "Anarchism". A Dictionary of Marxist Thought. Blackwell Publishing, 1991. p. 21.
2. 1 2  Noam Chomsky, Carlos Peregrín Otero. Language and Politics. AK Press, 2004, p. 739
3. ↑  Murray Bookchin and Janet Biehl. The Murray Bookchin Reader. Cassell, 1997. p. 170
4. ↑  Steven V Hicks, Daniel E Shannon. The American journal of economics and sociolology. Blackwell Pub, 2003. p. 612
5. ↑  Baake, David. "Prospects for Libertarian Socialism", Zmag (June 2005).
6. ↑  Mendes, Silva. 'Socialismo Libertário ou Anarchismo' Vol. 1 (1896): "A sociedade deveria ser livre através da espontânea afiliação federativa da humanidade para a vida, baseada na comunidade de terra e ferramentas de comércio; ou seja: a anarquia será igualmente pela abolição da propriedade privada e libertada pela abolição da autoridade"
7. ↑  Ackelsberg, Martha A. (2005). Free Women of Spain: Anarchism and the Struggle for the Emancipation of Women. [S.l.]: AK Press. 41 páginas. ISBN 978-1-902593-96-8
8. ↑  Guerin, Daniel, Anarchism: A Matter of Words: "Alguns anarquistas contemporâneos tentaram se livrar o mal-entendido adotando um termo mais explícito: eles alinham a si mesmo com o socialismo libertário ou com o comunismo."
Faatz, Chris, Towards a Libertarian Socialism.
9. ↑  Rocker, Rudolf (2004). Anarcho-Syndicalism: Theory and Practice. [S.l.]: AK Press. 65 páginas. ISBN 978-1-902593-92-0
10. ↑  Brooks, Frank H. 1994. The Individualist Anarchists: An Anthology of Liberty (1881-1908)
11. ↑  Sims, Franwa (2006). The Anacostia Diaries As It Is. [S.l.]: Lulu Press. 160 páginas
12. ↑  «A Mutualist FAQ: A.4. Are Mutualists Socialists?». Consultado em 20 de abril de 2010. Arquivado do original em 9 de junho de 2009
13. ↑  Bookchin, Murray. Post-Scarcity Anarchism AK Press (2004) p.xl
14. ↑  Chomsky, Noam. Chomsky on Democracy and Education Routledge (2002) p.133
15. ↑  Ross, Dr. Jeffery Ian. Controlling State Crime Transaction Publishers (200) p.400
16. ↑  Belsham, William (1789). Essays, Philosophical, Historical, and Literary. Inglaterra: C. Dilly. p. 11
17. ↑  «libertaire». Wikicionário.fr. Consultado em 27 de junho de 2022
18. 1 2 3  Long, p. 285.
19. ↑  Woodcock, George (1962). Anarchism: A History of Libertarian Ideas and Movements. Meridian Books. p. 280.
20. ↑  «Le Libertaire, Journal du mouvement social». joseph.dejacque.free.fr. Consultado em 7 de agosto de 2020
21. ↑  Nettlau, Max, 1865-1944.; Isca, Ida Pilat, 1896-1980.; Paul Avrich Collection (Library of Congress) (1996). A short history of anarchism. London: Freedom Press. OCLC 37529250
22. ↑  Ward, Colin (21 de outubro de 2004). Anarchism: A Very Short Introduction (em inglês). [S.l.]: OUP Oxford
23. ↑  Chomsky, Noam (2002). «The Week Online Interviews Chomsky». archive.today. Consultado em 7 de agosto de 2020
24. ↑  Garcês & 2021 pp.14.
25. ↑  Garcês 2021, p. 14.
26. ↑  Garcês & 2021 pp.15.